# David Strauss
David Friedrich Strauss (sau Strauß) (n. 27 ianuarie 1808, Ludwigsburg, Q131352130⁠(d), Regatul Württemberg – d. 8 februarie 1874, Ludwigsburg, Regatul Württemberg, Imperiul German) a fost un teolog și scriitor german. El a scandalizat Europa creștină cu zugrăvirea unui portret științific al lui Isus cel istoric, căruia i-a negat natura divină. Opera sa a fost legată de Școala de la Tübingen, care a revoluționat studiul Noului Testament, al creștinătății timpurii și al religiilor antice. Strauss a fost un pionier al cercetărilor istorice asupra lui Isus.

## Viața lui Isus
Cartea lui Strauss Das Leben Jesu, kritisch bearbeitet (Viața lui Isus, examinată critic, 1835) a făcut furori. Carl August von Eschenmayer a scris o trecere în revistă a cărții, pe care a numit-o „iscariotismul zilelor noastre” (trecere în revistă pe care Strauss a caracterizat-o drept „odraslă a căsătoriei legitime dintre ignoranța teologică și intoleranța religioasă, având binecuvântarea filosofiei somnambule”). Contele de Shaftesbury a numit traducerea ei din 1846 de către Marian Evans „cea mai pestilențială carte vomitată vreodată dintre fălcile iadului”. Când Strauss a fost ales pentru catedra de teologie de la Universitatea din Zürich, numirea a provocat atât scandal încât autoritățile au decis să-l pensioneze înainte de a-și începe funcția.
Ceea ce făcea Das Leben Jesu să fie atât de controversată era caracterizarea de către Strauss a elementelor miraculoase din evanghelii drept „mitice”. Cartea lui Strauss a încheiat o perioadă în care cercetătorii s-au luptat cu natura miraculoasă a Noului Testament în conformitate cu vederile raționale ale Epocii Luminilor. Un grup consta din „raționaliști”, care găseau explicații logice și raționale pentru evenimentele aparent miraculoase; celălalt grup, „supranaturaliștii”, apărau acuratețea istorică a povestirilor biblice și a elementului de intervenție divină directă. Strauss a destrămat caracterul istoric al „întâmplărilor” și le citește doar la nivel mitic. Prin „mitic” voia să spună că ele nu sunt nici adevărate, nici false din punct de vedere istoric, ci transmit învățături teologice. Mergând din miracol în miracol, el le considera drept produsul folosirii surselor evreiești referitoare la Mesia de către biserica primară, pentru a reda ideea că Isus era într-adevăr Mesia. Cu timpul, cartea a deschis o nouă epocă în analiza textologică și istorică a dezvoltării creștinismului.
Albert Schweitzer scria în Căutarea lui Isus cel istoric (1906; traducere engleză 1910) că argumentele lui Strauss „au scris certificatele de deces pentru o întreagă serie de explicații care, la prima vedere, au cu toate aparența de a fi vii, dar care nu sunt de fapt așa.” El adăuga că există două mari perioade de cercetare academică în căutarea lui Isus cel istoric, și anume „perioada dinainte de David Strauss și perioada de după David Strauss”. Marcus Borg susținea că „detaliile argumentelor lui Strauss, folosirea de către el a filosofiei hegeliene și chiar definirea de către el a mitului nu au avut un impact durabil. Dar susținerile sale de bază — că multe narațiuni din evanghelice au caracter mitic și că 'mitul' nu poate fi pur și simplu echivalat cu 'falsul' — au devenit parte din cercetarea standard. Ceea ce era extrem de controversat în vremea lui Strauss a devenit azi o unealtă care e parte integrantă din aparatul cercetătorilor biblici.”

## Legături externe
- en  Friedrich Nietzsche David Strauss: the Confessor and the Writer